# 诗人角

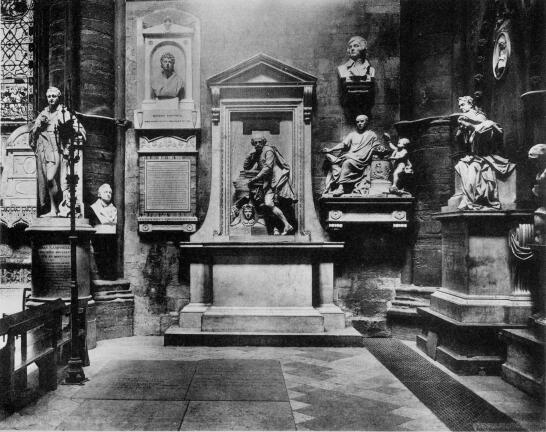
诗人角

诗人角（Poets' Corner），又稱诗人之隅，指的是西敏寺南走道的一段，许多诗人、剧作家和作家的墓碑或紀念碑安置於此。第一個葬在這裡的是喬叟。

## 紀念方式
詩人角有的紀念碑只是刻在地板上，有的則專門打造了石碑，或懸或立，有些被紀念者只有胸像留在此地。勃朗特姐妹和皇家芭蕾舞团的四位創始人則分別共用一個紀念碑。本·琼森的墓碑不在詩人角，而是在中殿北部的走廊裡。
因為空間狹小，西敏寺開始使用彩色玻璃紀念入選人物，1994年愛德華·霍頓·哈博德就是以彩色玻璃的形式紀念的。